# Заболотье (Сергиево-Посадский городской округ)
Заболотье — село в составе Селковского сельского поселения Сергиево-Посадского района Московской области России. Население — 67 чел. (2010).

## География
Село находится в северной части района, в 55 километрах от Сергиева Посада, к югу от реки Сулать. Недалеко от села находится Заболотское озеро.

## История

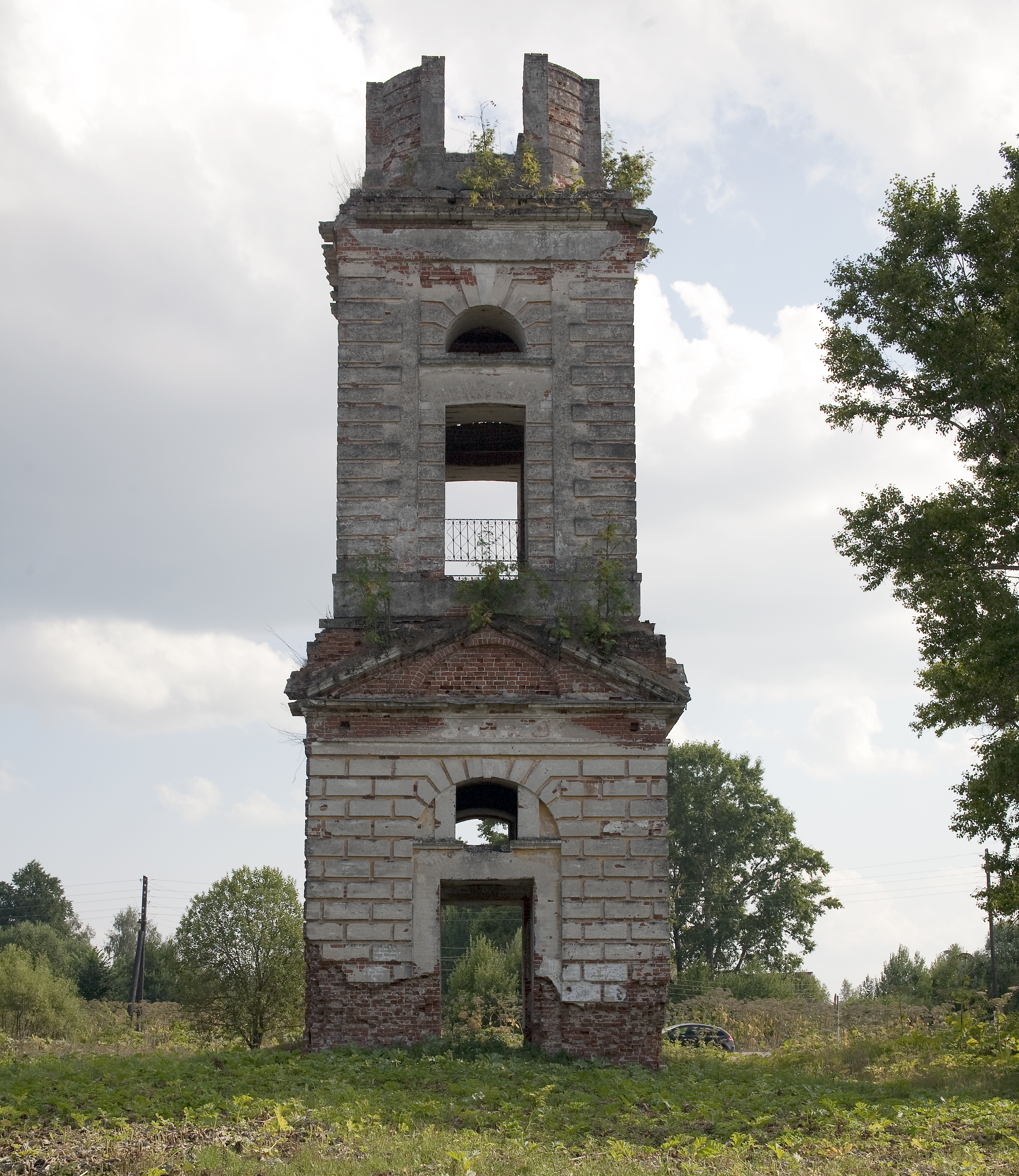

По всей видимости, изначально владельцами села были князья Заболоцкие. В период 1512—1572 годов известны многочисленные вклады Заболоцких в пользу Троице-Сергиева монастыря.
Известно, что в марте 1544 года Иван Грозный вместе со своим братом по дороге из Калязинского монастыря в Троице-Сергиев монастырь, заезжал в Заболотье, где для него была приготовлена медвежья охота.
Согласно письму князя Григория Петровича Шаховского гетману Сапеге в 1609 году село было передано Лжедмитрием I во владение боярам Григорию Моматору и Дмитрию Салманову.
В 1626 году царь Михаил Фёдорович пожаловал Заболотье в вотчину стольнику Богдану Дубровскому за его посольскую службу. В 1628 году в селе имелся двор вотчинников, 33 крестьянских двора и 3 бобыльских двора, 2 церкви (пророка Илии древяна верх шатровый с приделом Покрова Пресвятой Богородицы и теплая церковь Архистратига Михаила древяна клецки). Вотчиннику принадлежали большие рыбные ловли на Заболотском озере.
Село принадлежало Дубровским до начала XVIII века. В 30—40-х годах XVIII века селом владел граф Семён Андреевич Салтыков, который передал его по наследству своему сыну Владимиру Семёновичу Салтыкову. При нём в 1756 году в селе была построена каменная Покровская церковь.
В 1869 году в селе находилось имение графа Хрептовича.
С конца XVIII до начала XX века Заболотье с деревнями Болеботино, Веригино, Демидово, Замошье, Колошино, Макарово, Меркурьево, Морозово, Полубарское, Скорынино, Смолино, Федорцово входило в состав Федорцевской волости Переяславского уезда Владимирской губернии.
В 1936 году Покровская церковь была закрыта, в 1993 году возвращена верующим.
До 1959 года Заболотье — центр Заболотьевского сельсовета.

## Население
| 1835 | 1850 | 1857 | 1859 | 1886 | 1895 | 1900  | 1905 |
| ---- | ---- | ---- | ---- | ---- | ---- | ----- | ---- |
| 385  | ↘360 | ↗455 | ↘433 | ↘420 | ↘413 | ↗3240 | ↘372 |
| 1914 | 1926 | 2002 | 2006 | 2010 |      |       |      |
| ↗520 | →520 | ↘67  | ↘56  | ↗67  |      |       |      |

В 1905 году в селе в 87 дворах проживало 372 жителя.
В 1914 году в селе насчитывалось 72 двора и 520 человек.

## Инфраструктура
В село проведена радиосвязь и подведено электричество. Ранее село входило в состав совхоза «Веригинский».

## Известные жители и уроженцы
В 1744 году в семье церковнослужителя сельской церкви родился Иван Заболотский, впоследствии ставший архиепископом Тверским и Кашинским.
В 1854 году в крестьянской семье селе родился историк, краевед, переводчик И. П. Виноградов.
С 1904 по 1936 год в Покровской церкви служил священник Симеон Лилеев, который был расстрелян на Бутовском полигоне.